# Terremoto de Tabas de 1978
El terremoto de Tabas de 1978 fue un terremoto ocurrió el 16 de septiembre de 1978 a las 19:05:55 hora local en el centro de Irán. El choque midió 7.4 en la escala de magnitud de momento y tuvo una intensidad máxima de Mercalli de IX. El número de muertos fue de 15,000 a 25,000 con efectos severos en la ciudad de Tabas.
El ochenta por ciento de la pérdida de vidas ocurrió en Tabas, pero un total de 85 aldeas se vieron afectadas. Este movimiento telúrico se sintió en Teherán, a unos 610 kilómetros (380 millas) de distancia. Se observaron aproximadamente 55–85 km (34–53 mi) de deformación del suelo, con aproximadamente 1,7 metros (5 pies 7 pulgadas) de deslizamiento máximo. Sólo se produjo una réplica M5 significativa.